# Моряки Всесвіту
«Моряки Всесвіту» — науково-фантастична повість Бориса Анібала, вперше опублікована в 1940 році.

## Сюжет
Головний герой — радянський інженер-конструктор Ракетобуду Іван Лукін — відкриває нове ракетне паливо геліолін. Радянський уряд через ТАРС інформує про плани міжпланетного перельоту Земля-Марс-Земля на зорельоті «РС-7». Зореліт являв собою синтез літаки і ракети, оскільки до нижніх шарів стратосфери він добирався як літак, а далі вмикалися ракетні двигуни. Вийшовши в космос, «моряки Всесвіту» (Лукін, Кедров і Малютін) опинилися в стані невагомості. Шлях до Червоної Планети зайняв п'ять діб.
Мандрівників на Марсі чекав помаранчевий пісок, чахлі кущі, руїни якихось споруд і цілком придатне для дихання повітря. Земляни отаборилися і підняли радянський прапор. Потім мандрівники починають досліджувати руїни Мертвого Міста, де в одній із центральних будівель виявляють глобус Землі з зображенням Атлантиди. Невідомий сучасним землянам острів покриває Мадейру і Канарські острови. Мандрівники виявляють скелети людини-атланта і марсіянина з великою головою. Серед останків атланта виявляється сувій з його нотатками. З нього з'ясовується, що це був чоловік Сімей, який жив близько 7 тисяч років тому. Коли на Землю висадились марсіяни, він перший вийшов до них і допомагав збирати зразки. Прибульців було зустрінено з пошаною і коли вони відлетіли назад, то взяли Сімея з собою.
З розповіді Сімея стає зрозуміло, що марсіяни жили в підземних містах, володіли високими технологіями і роботами, «залізними рабами». Однак за час перебування Сімея на Марсі Атлантиду спідкала катастрофа і вона затонула. Атланта було вирішено повернути на рідну планету під час наступної експедиції. Згодом він зрозумів, що марсіяни готують евакуацію, адже по планеті стрімко поширюється невиліковна хвороба. Сімей спостерігав загибель марсіянської цивілізації та врешті лишився сам.
Експедиція повертається на Землю. В польоті Лукін припускає, що Земля має краще майбутнє, ніж Марс. Повернувшись на Землю, мандрівники летять у Москву, «серце світу», де над вежею Палацу Рад височить гігантський монумент Леніну.

## Видання
- Анибал Б. Моряки Вселенной // Знание — сила[ru]. — 1940. — № 1—5.
- Анибал Б. Моряки Вселенной (уривок) // Уральский следопыт. — 1977. — № 8.
- Анибал Б. Моряки Вселенной. — Єкатеринбург: Тардис, 2010. — 68 с. — 1300 прим. — ISBN 5-17-026357-6.